# Pyroxeny

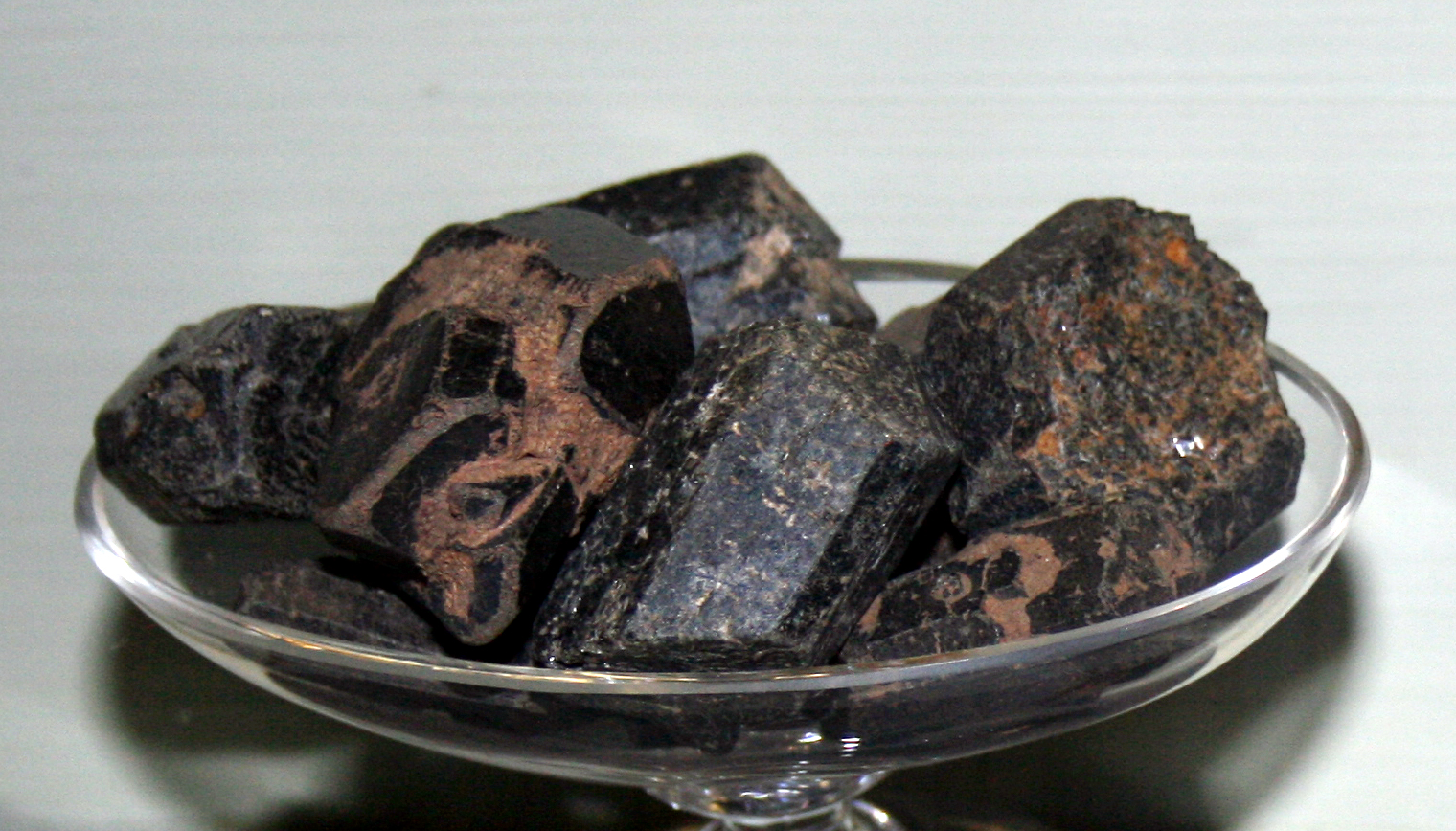
Krystaly pyroxenu, konkrétně augitu

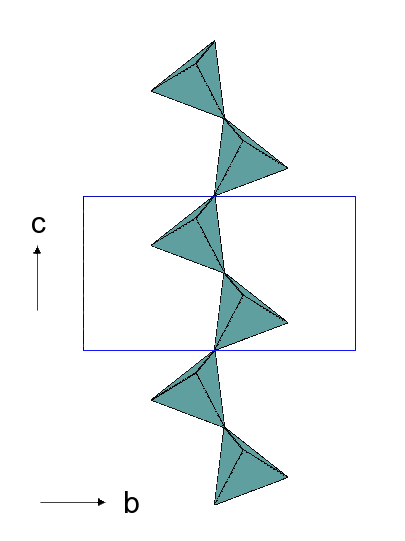
Ilustrace struktury tetraedrů v pyroxenech

Pyroxeny jsou skupinou minerálů z oddělení inosilikátů, které jsou tvořeny tetraedry SiO4 spojenými do linií. Pyroxeny jsou metasilikáty a je pro ně charakteristická téměř dokonalá štěpnost podle hranolu v úhlu 87,5°, čehož se využívá při makroskopickém i mikroskopickém poznávání hornin.
Pyroxeny jsou důležité horninotvorné nerosty, především ve vyvřelých horninách, jsou také v krystalických břidlicích a kontaktních horninách vzniklých metamorfními pochody.
Pyroxeny jsou tvořeny jednoduchými řetězci tetraedrů. Obecný vzorec pyroxenů je následující: ABSi2O6
A = Ca, Fe2+, Li, Mg, Na.
B = Al, Cr3+, Fe2+, Fe3+, Mg, Mn2+.

## Dělení
1. ortopyroxeny – kosočtverečné pyroxeny
2. klinopyroxeny – jednoklonné pyroxeny

Mezinárodní mineralogická asociace (IMA) dělí pyroxeny podle složení do šesti skupin:
1. Mg-Fe pyroxeny
2. Mn-Mg pyroxeny
3. Ca pyroxeny
4. Ca-Na pyroxeny
5. Na pyroxeny
6. Li pyroxeny

V těchto šesti skupinách je stanoveno 20 základních druhů:

### Mg-Fe pyroxeny
Mg-Fe pyroxeny krystalují v kosočtverečné nebo monoklinické soustavě.
- enstatit (kosočtverečná) Mg2Si2O6
- ferrosillit (kosočtverečná) Fe2+2Si2O6
- klinoenstatit (monoklinická) Mg2Si2O6
- klinoferrosillit (monoklinická) Fe2+2Si2AlO6
- pigeonit (monoklinická) (Mg,Fe2+,Ca)2Si2AlO6

### Mn-Mg pyroxeny
Krystalují v kosočtverečné či monoklinické soustavě.
- donpeacorit (kosočtverečná): (Mn2+,Mg)MgSi2O6
- kanoit (monoklinická): Mn2+MgSi2O6

### Ca pyroxeny
všechny krystalují v monoklinické soustavě.
- diopsid: CaMgSi2O6
- hedenbergit: CaFe2+Si2O6
- augit: (Ca,Mg,Fe2+)2Si2O6
- johannsenit: CaMnSi2O6
- petedunnit: CaZnSi2O6
- esseneit: CaFe3+AlSiO6

### Ca-Na pyroxeny
- omfacit: (Ca,Na)(R2+Al)Si2O6

Ca-Na pyroxeny

- egirín-augit: (Ca,Na)(R2+Fe3+)Si2O6

### Na pyroxeny
- jadeit: NaAlSi2O6
- egirín: NaFe3+Si2O6
- kosmochlor: NaCr3+Si2O6
- jervisit: NaSc3+Si2O6
- namansilit: NaMn3+Si2O6
- natalyit: NaV3+Si2O6

### Li pyroxeny
- spodumen: LiAlSi2O6